# Cisticola carruthersi
El cistícola de Carruthers (Cisticola carruthersi) es una especie de ave paseriforme de la familia Cisticolidae endémica de la región de los Grandes Lagos de África.

## Descripción
Este pájaro tiene las partes superiores grisáceas, con veteado oscuro en la espalda, salvo el píleo y la frente que son de color castaño rojizo. La garganta es blanca, y la cola, de un gris muy oscuro con las puntas blancas. El pico es delgado y negro.

## Distribución y hábitat
Se le encuentra en el norte de la región de los Grandes Lagos de África, distribuido por Burundi, República Democrática del Congo, Kenia, Ruanda, Tanzania, y Uganda.
Su hábitat natural son los pantanos.